# Chrást, Nymburk
Chrást là một làng thuộc huyện Nymburk, vùng Středočeský, Cộng hòa Séc.